# Wereldkampioenschap shorttrack 2007 (teams)
Het Wereldkampioenschap shorttrack 2007 voor teams werd op 17 en 18 maart 2007 gehouden in Boedapest (Hongarije). In 2006 won het Zuid-Koreaanse team bij de heren én dames. Bij de heren behaalde het Canadese team zijn vijfde titel in acht jaar. Bij de dames won het Zuid-Koreaanse team met overmacht.

## Deelnemende landen
| Groep 1 - Canada - China - Duitsland - Italië - Japan - Oekraïne | Groep 2 - Australië - Hongarije - Zuid-Korea - Rusland - Verenigde Staten |

## Uitslagen
|       | Goud       | Goud   | Zilver     | Zilver | Brons  | Brons  |
| ----- | ---------- | ------ | ---------- | ------ | ------ | ------ |
| Heren | Canada     | 43 pt. | Zuid-Korea | 33 pt. | Italië | 26 pt. |
| Dames | Zuid-Korea | 56 pt. | China      | 28 pt. | Canada | 23 pt. |